# Voyager 2
Voyager 2 (IPA: [ˈvɒɪədʒə]; původně VGR 77-3 a Mariner Jupiter/Saturn B) je vesmírná sonda americké agentury NASA vypuštěná v roce 1977 a jako součást programu Voyager určená pro průzkum vnějších planet sluneční soustavy. Jako první a dosud jediná sonda prolétla kolem planet Uran a Neptun. Voyager 2 byl původně konstruován v rámci programu Mariner jako Mariner 12, stejně jako identická sesterská sonda Mariner 11, známá pod názvem Voyager 1. Voyager 2 se stal první a doposud jedinou sondou, která zkoumala 4 planety – Jupiter, Saturn, Uran, Neptun při jediné cestě, a to díky příznivému uspořádání planet, které nastává jednou za 175 let, a současně i jedinou sondou, která prováděla výzkum Uranu a Neptunu. Voyager 2 je v současnosti v provozu 47 let, 8 měsíců a 5 dnů. Vesmírná sonda stále komunikuje se Zemí prostřednictvím radioteleskopů Deep Space Network, odkud přijímá rutinní příkazy a vysílá data k Zemi. Dne 6. listopadu 2024 byla ve vzdálenosti 138,38 astronomické jednotky (20,70 miliardy kilometrů) od Země.

## Současná poloha sondy
Voyager 2 se 21. února 2008 nacházel 85,147 AU od Slunce a vzdaloval se rychlostí 15,533 km/s směrem do souhvězdí Dalekohled. K 28. prosinci 2013 se nalézala ve vzdálenosti 103,614 AU od Slunce a vzdalovala se od něho rychlostí 15,413 km/s (resp. 3,251 AU/rok). Sonda se tak řadila na třetí pozici mezi nejvzdálenějšími objekty, které kdy člověk do kosmického prostoru vypustil. Před ní se nacházely pouze sondy Voyager 1 a Pioneer 10. Sonda je stále funkční a je s ní udržováno radiové spojení pomocí celosvětové sítě teleskopů v projektu Deep Space Network, provozovaných Jet Propulsion Laboratory (JPL) s hlavními centry v Kalifornii, Španělsku a Austrálii.

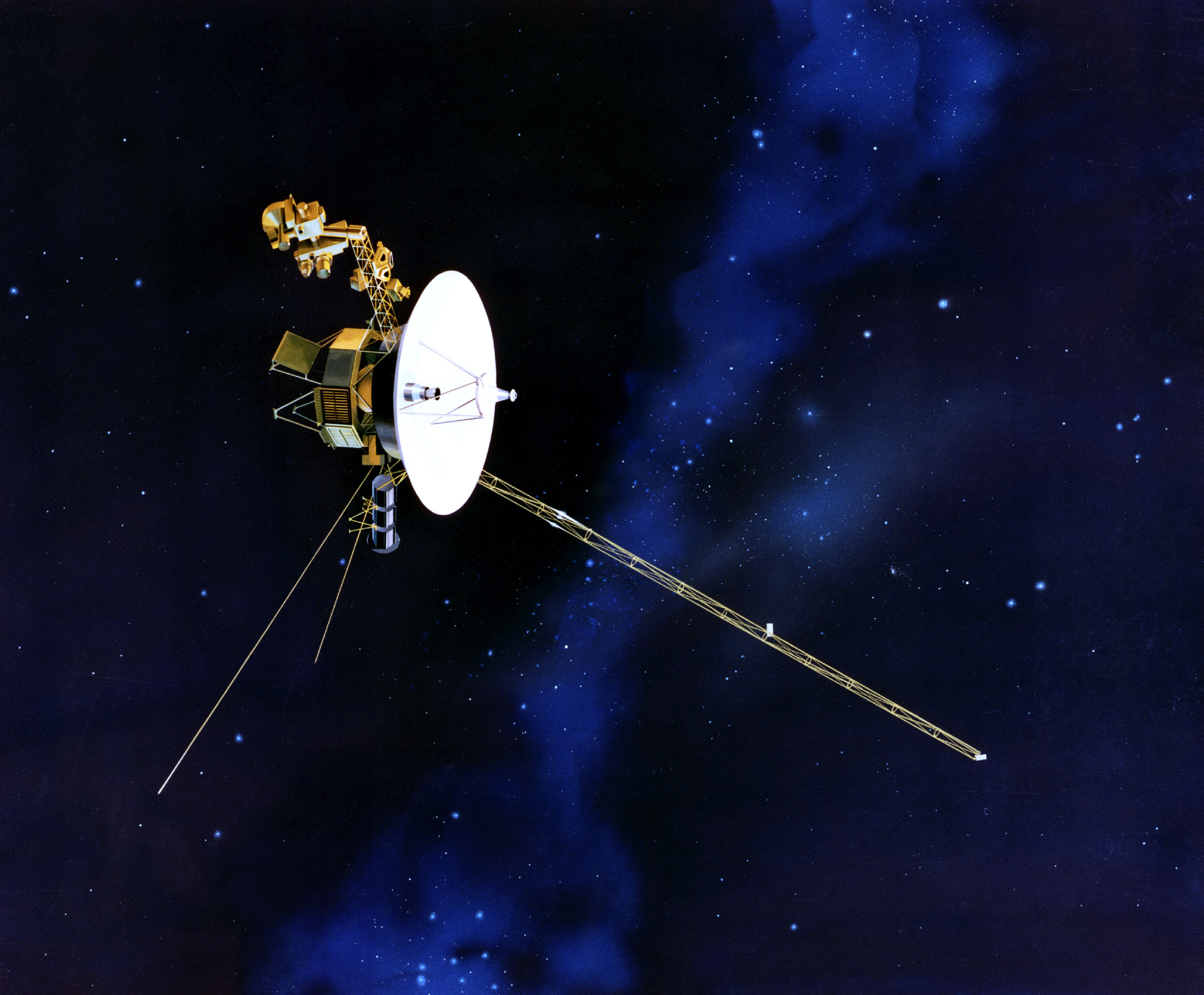
Umělecké ztvárnění sondy Voyager ve vesmíru

Sonda 5. listopadu 2018 vstoupila do mezihvězdného prostoru a od Země se nacházela téměř 18 miliard km. Voyager 2 detekoval tzv. heliopauzu – rozhraní, kde se potkávají sluneční větry mířící od Slunce s kosmickými paprsky a mezihvězdnou hmotou.

## Konstrukce

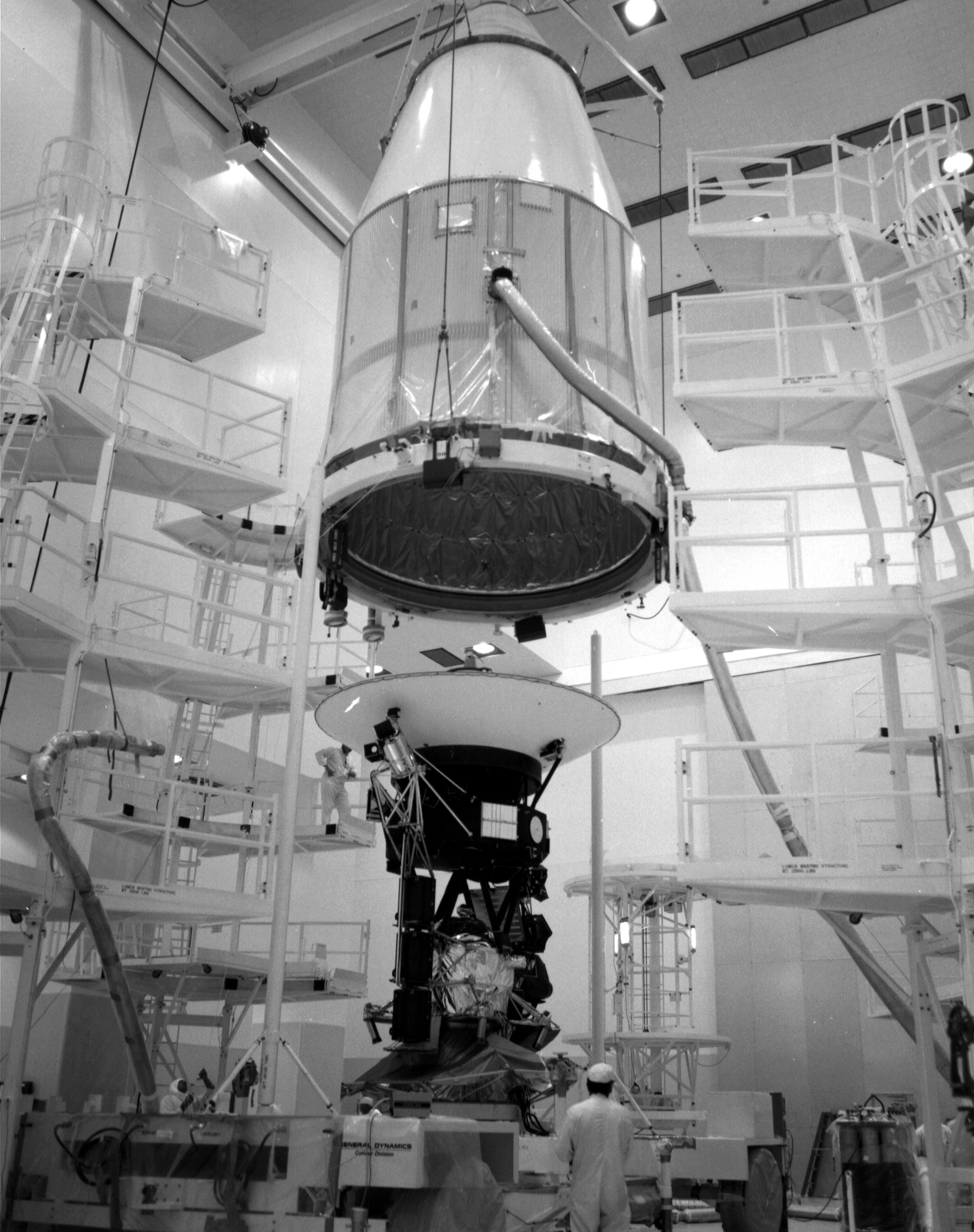
Ukládání sondy do startovací kapsle

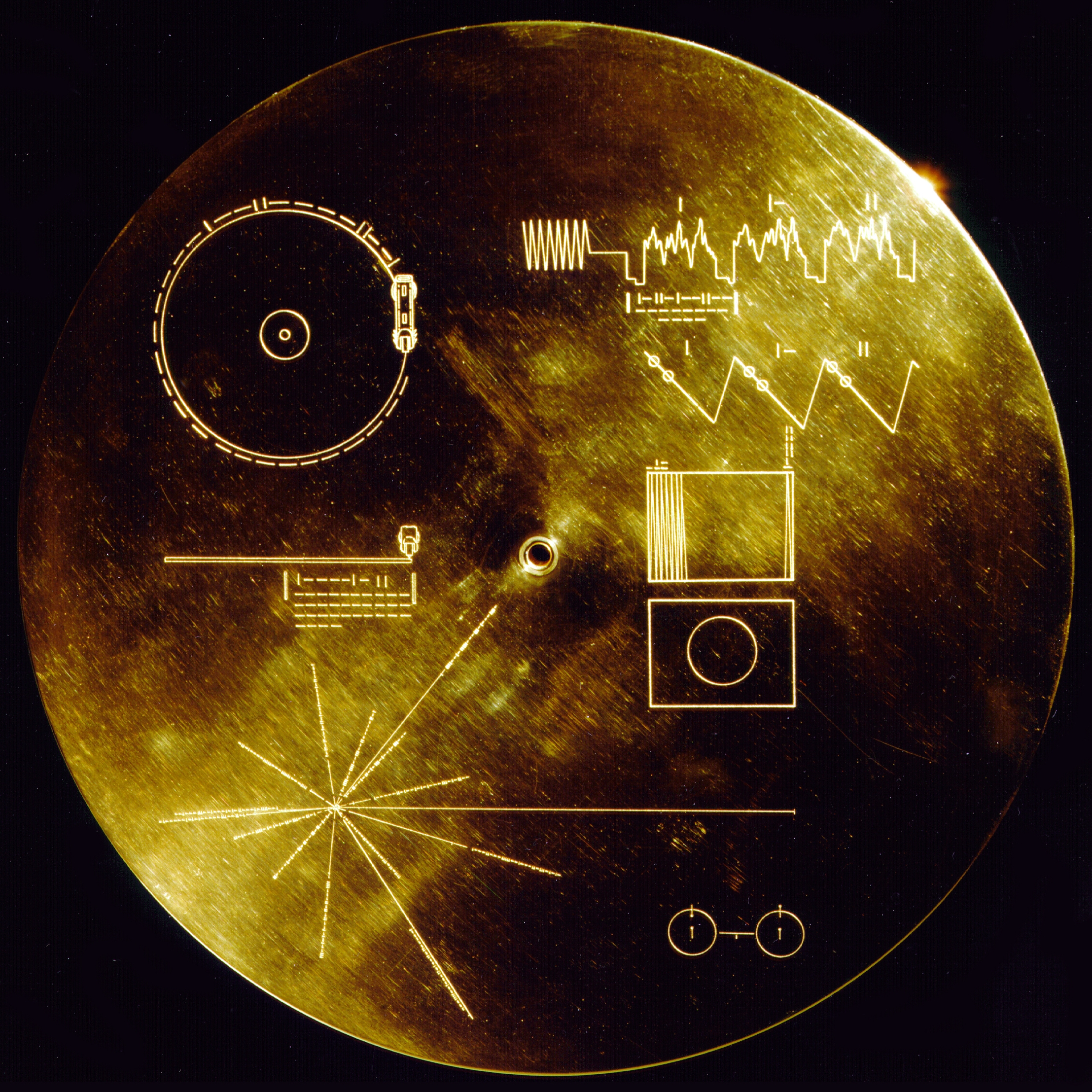
Zlatá deska s poselstvím případným jiným světům

Konstrukce sondy vycházela ze zkušeností s konstrukcí předchozích sond v programu Mariner. Práce na ní přesto trvaly více než pět let. Hlavním ředitelem projektu se stal George P. Textor z JPL a projektový konstruktér Edward C. Stone z California Institute of Technology.
S řízením sond během průletu okolo Jupiteru pomáhal Arthur L. Lane (z JPL) a později, při průletu kolem Saturnu, Uranu a Neptunu, Ellis D. Miner.
Tělo sondy je tvořeno desetibokým hranolem o výšce 0,47 m a průměru 1,78 m. Sonda je stabilizovaná ve třech osách. Na vrcholu jejího těla se nachází parabolická anténa s průměrem 3,66 m, která byla určena pro udržování radiového spojení s pozemními teleskopy a k přenosu informací a příkazů. K tělu sondy jsou připevněny tři výklopné tyče. Na první z nich, o délce přibližně 2,5 m, se nachází vědecké vybavení společně s kamerami a spektrometrem, které je umístěno na konci tyče na otočné plošině. Na další tyči o délce 13 m, která se nalézá na opačné straně sondy, je umístěno čidlo magnetometru. Na poslední tyči jsou umístěny energetické zdroje sondy v podobě 3 radioizotopových termoelektrických generátorů (RTG), dodaných Ministerstvem energetiky USA. Generátory zásobily palubní přístroje sondy 3×160 W elektrické energie, získávané radioaktivním rozpadem v radioizotopovém termoelektrickém generátoru. Přísun elektrické energie postupně s roky klesal a v roce 1997 dosahoval jen 335 W. Energetický zdroj je tvořen jednotkou o hmotnosti 39 kg a průměru 0,4 m a délce 0,5 m, jež využívá jako zdroj energie 238PuO2. Vznikající teplo převádí na elektrickou energii bimetalové termoelektrické zařízení. V případě sond řady Voyager nebylo možné využít solární panely, neboť sondy mířily do oblastí vzdálených od Slunce, kde by jejich používání nebylo možné.
Už během konstrukce sondy byl kladen velký důraz na samostatnost sondy, jelikož bylo zřejmé, že řídící povely k ní budou směřovat, v závislosti na vzdálenosti, minuty až hodiny. Celkový provoz sondy je řízen zdvojeným palubním počítačem CCS (Computer Command Subsystem). Zpracování vědeckých a telemetrických dat a řízení vědeckých experimentů zajišťuje systém zpracování dat FDS (Flight Data Subsystem) vybavený ztrojeným počítačem. Data mohou být zaznamenána na magnetopáskové paměti DSS (Data Storage Subsystem) s kapacitou 536 Mbit. Komunikační systém pracuje v pásmu X (8,4 GHz, rychlost přenosu 8 bit/sekunda až 115,2 kbit/s, výkon 23 W) a S (2,3 GHz, rychlost přenosu min. 40 bit/s). Stabilizační digitální systém AACS (Attitude and Articulation Control Subsystem), využívající detektorů Slunce, sledovačů hvězd a 3 úhloměrných gyroskopů, zajišťuje orientaci a stabilizaci sondy v prostoru a natáčení plošiny s optickými přístroji na zkoumané cíle. Celkem 16 trysek na jednosložkové kapalné pohonné látky tzv. KPL (jako palivo tedy sloužil kapalný hydrazin o celkové zásobě 105 kg) o tahu 16×0,9 N slouží jako výkonné prvky pro korekce dráhy (4 motory) a pro orientaci a stabilizaci sondy (8 motorů).
Předpokládaná životnost sondy je 40 let. Po dobu letu byla sonda řízena z pozemního řídícího střediska umístěného v Jet Propulsion Laboratory v Pasadeně v Kalifornii. Původně se předpokládalo, že životnost sondy bude ukončena po návštěvě Jupiteru a Saturnu, ale později bylo rozhodnuto o pokračování k Uranu a Neptunu a nakonec byla prodloužena na misi, která trvá od roku 1977 až do současnosti.

### Vědecké vybavení na palubě
- kamerový systém ISS (Imaging Science System)
- komplex pro rádiová měření RSS (Radio Science System)
- ultrafialový spektrometr UVS (Ultraviolet Spectrometer)
- trojosý cívkový magnetometr MAG (Magnetometer)
- detektor nízkoenergetických iontů LECP (Low-Energy Charged Particles)
- systém detektorů kosmického záření CRS (Cosmic Ray System)
- detektor rádiových vln PRA (Planetary Radio Astronomy)
- fotopolarimetr PPS (Photopolarimeter System)
- přístroj pro studium vln v plazmatu PWS (Plasma Wave System)
- infračervený interferometr a spektrometr IRIS (Infrared Interferometer Spectrometer)
- spektrometr plazmových částic PLS (Plasma Spectrometer)

### Poselství jiným světům
Voyager 2, podobně jako jeho sesterská sonda Voyager 1, na své palubě nese měděnou pozlacenou gramofonovou desku, která obsahuje poselství případným inteligentním nálezcům sondy. Jedná se o disk o průměru 305 mm se záznamem 115 obrázků v analogovém formátu, 55 pozdravů v různých jazycích, 35 různých přírodních i umělých zvuků a 27 záznamů hudby zaznamenaných při rychlosti 16⅔ otáček za minutu. Disk je uložen uvnitř hliníkového pouzdra, na jehož povrchu je vygravírováno schéma znázorňující původ sondy a návod k použití disku. Součástí pouzdra je i vzorek radioaktivního 238U (počáteční aktivita 9,6 Bq), umožňující případnému nálezci určení stáří sondy. Zbytek nahrávky je zvukový záznam.
Mezi jazyky poselství je i čeština. Krátkou větu navrhl a namluvil fyzik Václav Kostroun, profesor na Cornellově univerzitě v Ithace ve státě New York. Česká věta zní: „Milí přátelé, přejeme vám vše nejlepší“.

## Mise

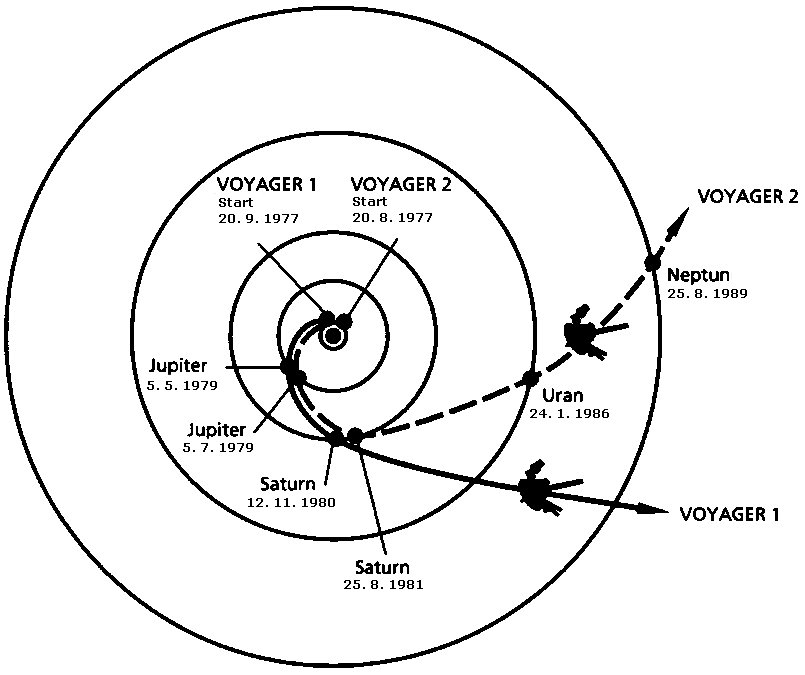
Ilustrační znázornění trasy obou sond

### Primární cíle
Sonda měla stanovené hlavní cíle u každé planety, kterou měla navštívit. Mezi tyto úkoly patřilo:
1. prozkoumat proudění, dynamiku, strukturu a složení planetární atmosféry navštíveného tělesa
2. popsat morfologii, geologii a fyzikální charakteristiky měsíců planet
3. získat další data pro určení hmotnosti, velikosti a tvaru planety a jejich satelitů, případně prstenců
4. určit strukturu magnetického pole, složení a distribuci (rozložení) částic a plazmatu[8]

### Plánování trasy

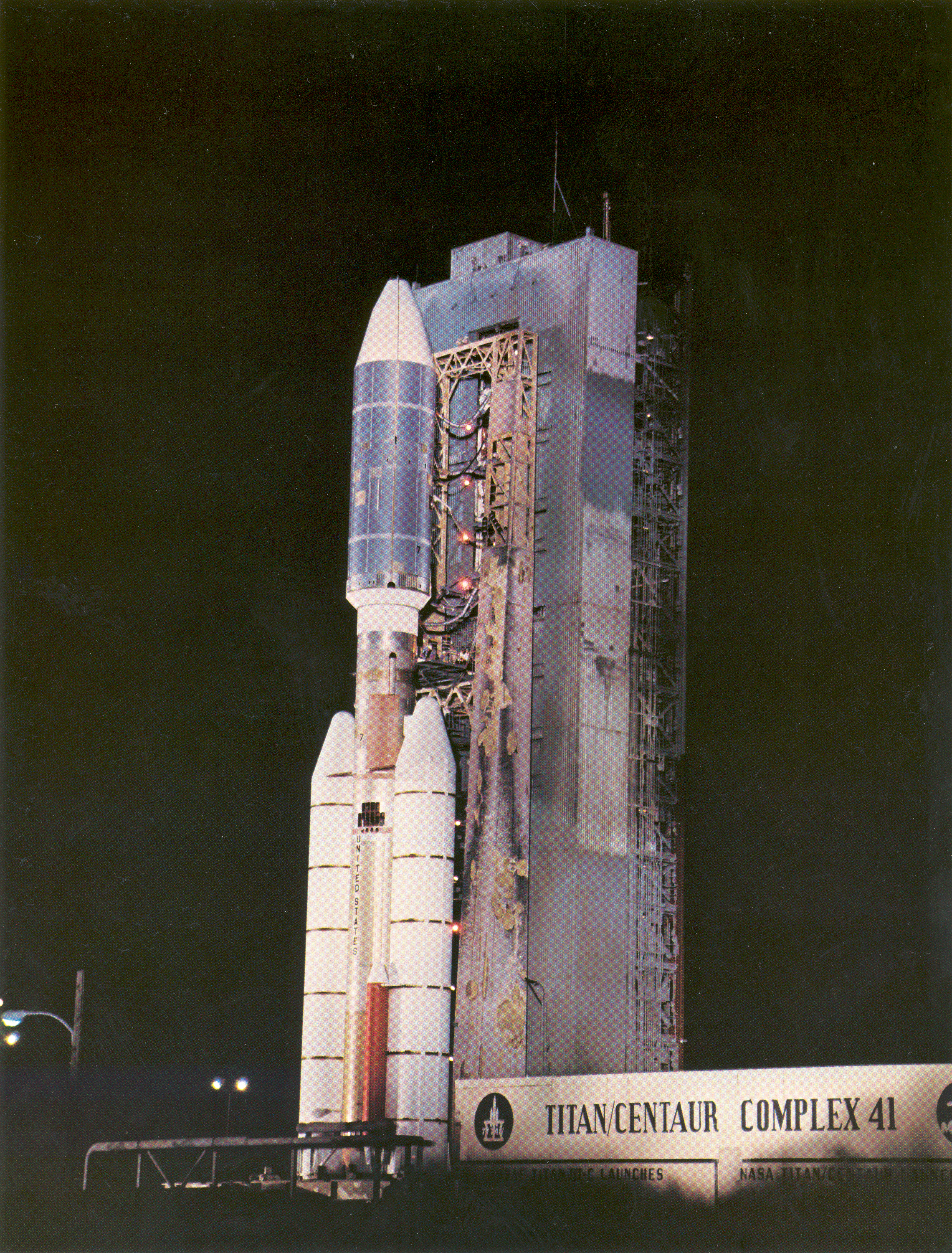
Krátce před startem

Při plánování budoucí dráhy sondy se propočítávalo více než 10 000 možných trajektorií, po kterých by se mohla sonda vydat, tak aby navštívila Jupiter, Saturn a Titan, ale nakonec byly vybrány pouze dvě trajektorie, z nichž jedna potenciálně umožňovala využít sondu pro další cestu k Uranu a Neptunu. Na začátku plánování ale nebylo jisté, jestli sonda bude fungovat dostatečně dlouho a panovaly obavy, aby konstrukce sondy nebyla příliš velká a tedy drahá. Nakonec byla pro sondu Voyager 2 vybrána trajektorie, která by vedla kolem Saturnu a automaticky by sondu katapultovala na cestu k Uranu. Když poté došlo k provedení manévru, bylo jasné, že sonda je schopná i nadále pokračovat ve vědecké práci a tak bylo rozhodnuto o prodloužení její mise. Současně se začalo počítat i s návštěvou Neptunu.
Pro let sondy bylo využito vzácného seskupení všech zmíněných čtyř planet sluneční soustavy. Tato pozice, která nastává jen jednou za 175 let, umožnila sondě pomocí gravitačního urychlování „přeskakovat“ od jedné planety k další, a zkrátit tak například cestu k Neptunu z 30 na 12 let. Princip gravitačního praku byl poprvé použit sondou Mariner 10, která byla určena pro průzkum Venuše a Merkuru.
I když Voyager 2 startoval o 16 dní dříve než sesterská sonda Voyager 1, měla sonda Voyager 1 kratší a tedy rychlejší trasu, která zapříčinila, že již u Jupiteru byla dříve než sonda Voyager 2, a to v březnu 1979, Voyager 2 doletěl k planetě až o přibližně 4 měsíce později. Obě sondy využily gravitačního praku této planety a pokračovaly směrem k Saturnu. U Saturnu byla sonda Voyager 2 pomocí jeho gravitačního pole nasměrována na další cestu směrem k Uranu a následně Neptunu.
Po úspěšném průletu kolem Neptunu sonda pokračovala v cestě mimo sluneční soustavu, kde sbírá údaje v rámci projektu Voyager Interstellar Mission. Jeho cílem bylo prozkoumat tzv. heliopauzu a pokračovat ven ze sluneční soustavy. Do oblasti heliopauzy sonda dorazila roku 2007.

### Start

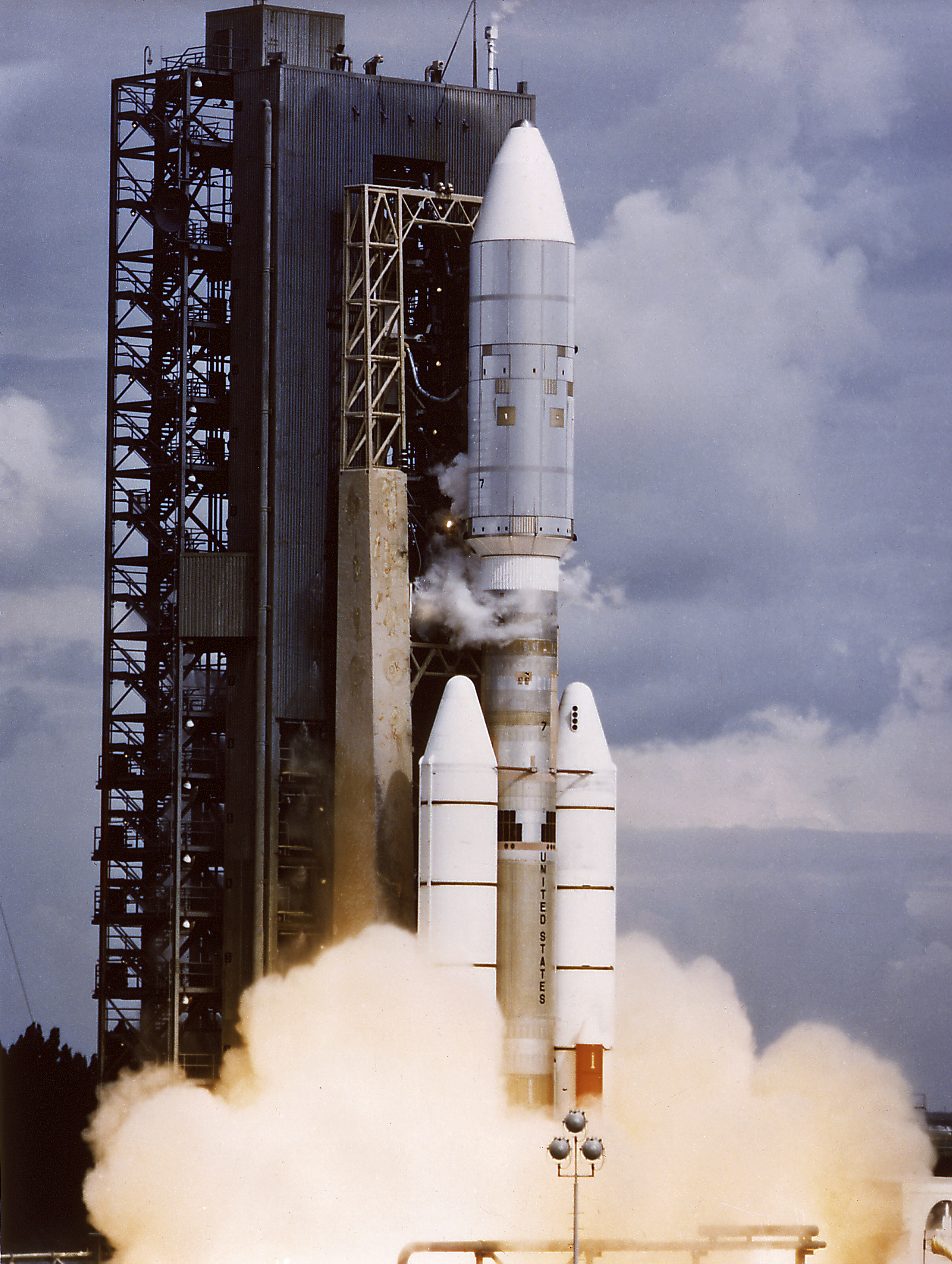
Start sondy Voyager 2

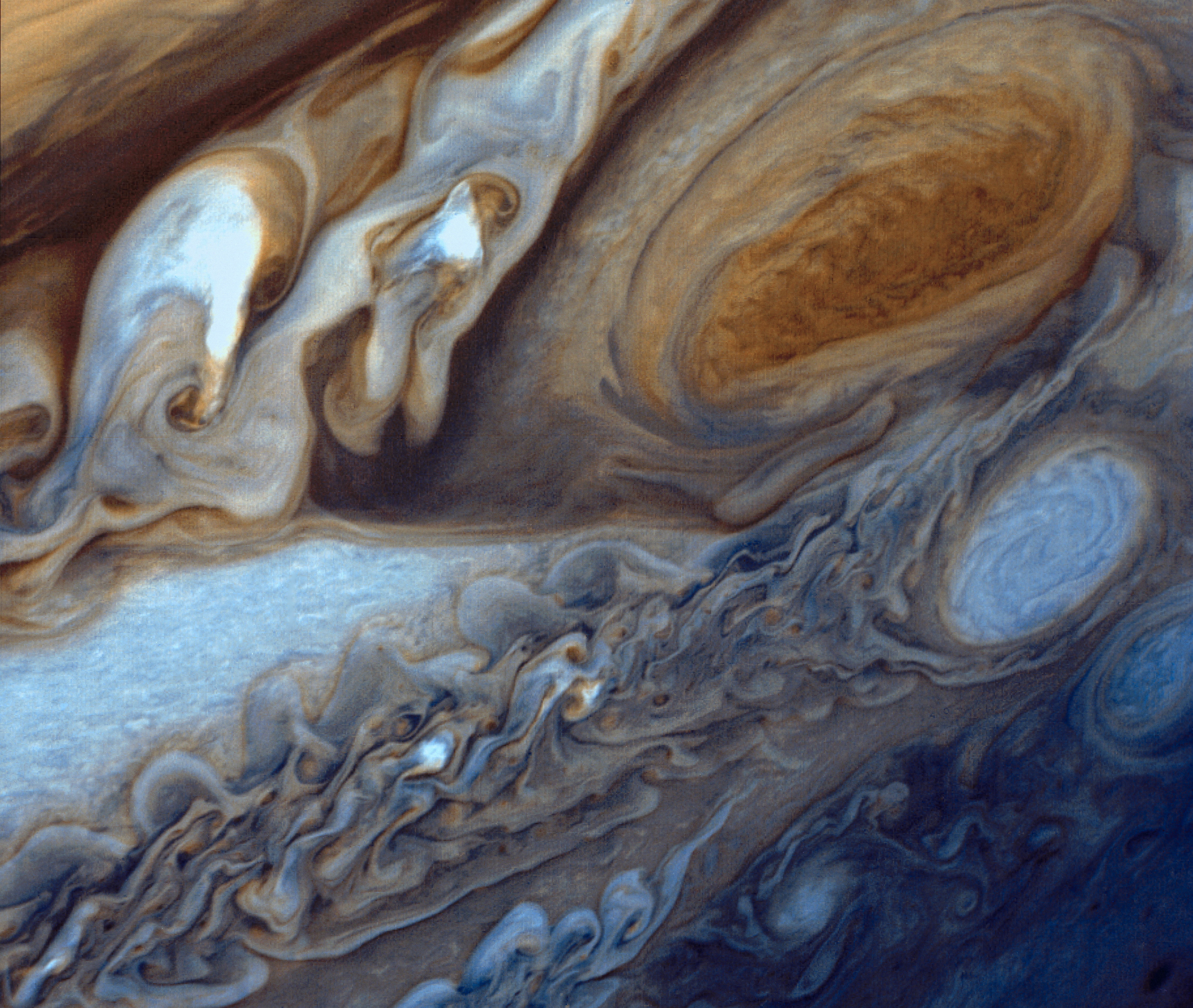
Velká rudá skvrna, do které by se vešly dvě Země, z pohledu Voyagera 1; nepravé barvy

Voyager 2 měla startovat jako druhá sonda v projektu z mysu Canaveral na Floridě, ale během předstartovní přípravy se zjistilo, že sonda VGR 77-2, určená pro misi Voyager 1, má několik technických závad. Nejzávažnějším byl problém stabilizace sondy. Startovací okno pro vyslání sond bylo pouze třicetidenní a tak došlo k tomu, že se rozhodlo o vyslání Voyageru 2 dne 20. srpna 1977 jako první sondy, i když měla původně startovat až jako druhá v pořadí. Paradoxně se tak do vesmíru dostala druhá sonda před první. Sonda byla vypuštěna za pomoci raketového nosiče Titan IIIE Centaur.
Po 2,5 minutách se sonda dostala na parkovací dráhu ve výšce 160 km, odkud započala svoji vesmírnou pouť. 15. prosince 1977 vstoupily obě sondy do oblasti Pásu asteroidů, kterou úspěšně proletěly. Po několika měsících letu během cesty k Jupiteru došlo v dubnu 1978 k technické závadě na hlavním radiopřijímači, který se následně vypnul. Automaticky se zapojil záložní radiopřijímač, přes který začala probíhat úspěšně komunikace se sondou, i když byla složitější. Během letu v meziplanetárním prostoru v roce 1987 sonda pozorovala supernovu 1987A.

### Průlet kolem Jupiteru
Na cestě se další komplikace neobjevily a tak se mohla sonda připravovat na průlet kolem největší planety sluneční soustavy. Nejbližší přiblížení k Jupiteru se odehrálo 9. července 1979, kdy se sonda přiblížila na pouhých 570 000 km od mračen na planetě.
Na základě průletu bylo objeveno několik prstenců okolo Jupiteru a současně byla pozorována vulkanická aktivita na Jupiterově měsíci Io. Jednalo se o první pozorování vulkanismu na jiném vesmírném tělese než na Zemi, které se stalo i největším překvapením mise. Díky postupnému průletu obou sond se mohl povrch měsíce pozorovat s odstupem času, což umožnilo pozorování devíti sopek během erupce a srovnáním snímků povrchu pak objevit další sopky na povrchu Io.
Podrobné pozorování Velké rudé skvrny prokázalo, že se jedná o komplex několika bouří okolo jedné obrovské bouře, zuřících v atmosféře posunujíce se levotočivým směrem. Na zaslaných fotografiích (celkem okolo 18 000 fotografií) byly rozpoznány další menší bouře, které ukázaly atmosféru Jupiteru jako dynamický a bouřlivý celek, jehož zkoumání je na úplném začátku.
Voyager 2 současně objevil dva malé měsíce Adrastea a Metis poblíž objevených prstenců a třetí měsíc Thebe byl objeven na dráze mezi měsíci Amalthea a Io.
Při pozorování snímků povrchu dalšího měsíce Europy od sondy Voyager 1 bylo rozeznáno velké množství zlomových linií, které byly prvotně vyhodnoceny jako možné praskliny vzniklé deskovou tektonikou povrchu měsíce či tektonickou aktivitou. Snímky povrchu s lepším rozlišením ze sondy Voyager 2 přivedly vědce k názoru, že se pod vrstvou vodního ledu nachází nejspíš oceán tekuté vody.
Sonda proletěla okolo Jupiteru a využila jeho gravitace ke korekci dráhy a k jejímu urychlení směrem k další planetě na své cestě.

### Průlet kolem Saturnu

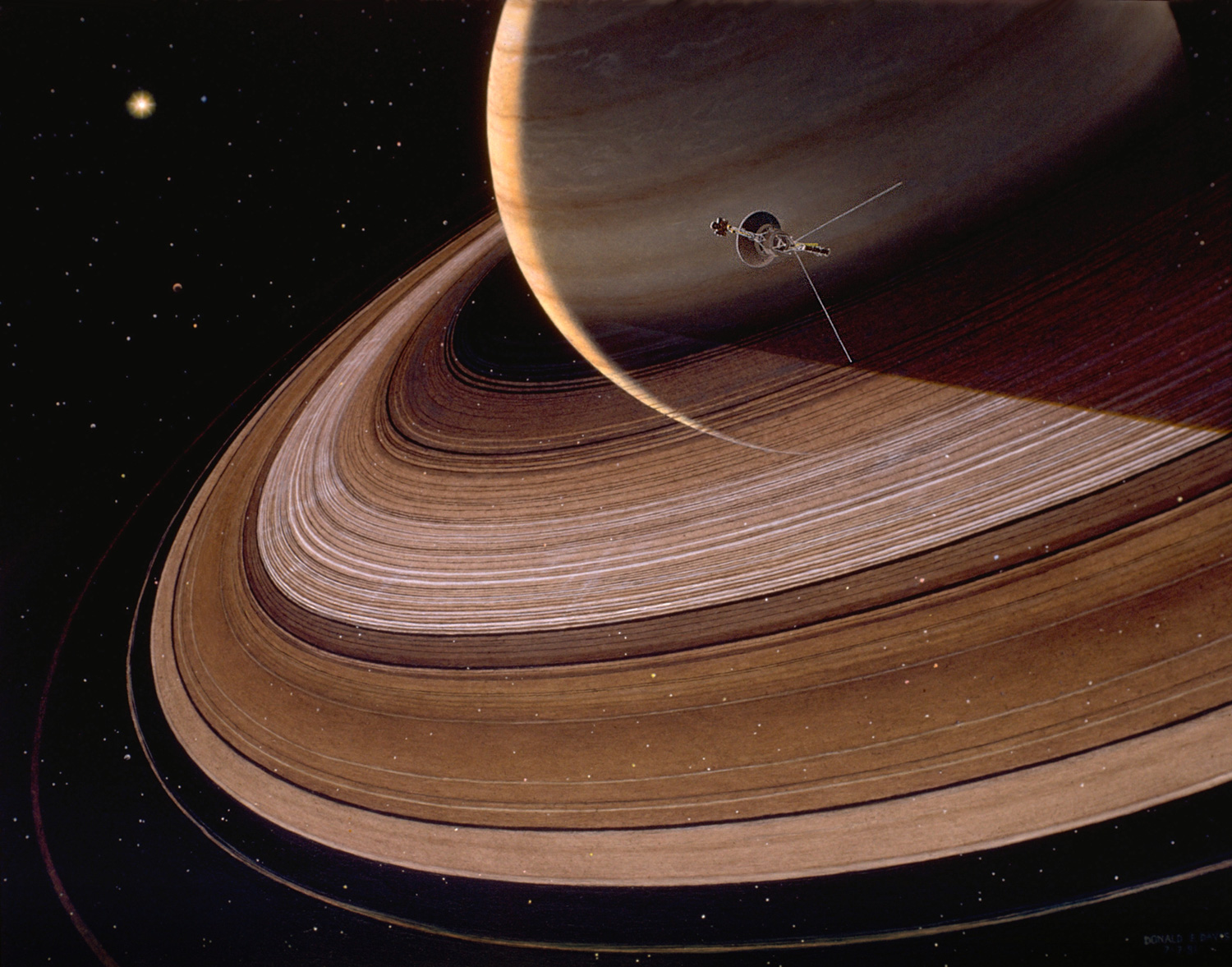
Umělecká představa průletu sondy kolem planety

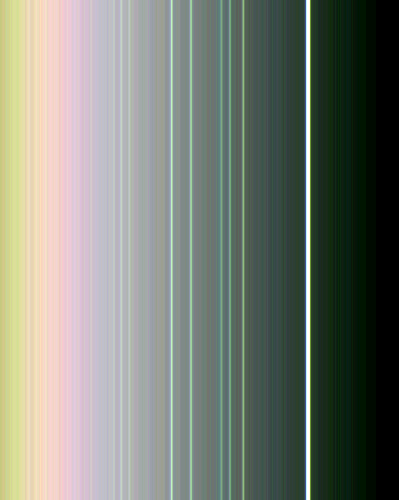
Prstence Uranu jak je viděla sonda Voyager 2 během průletu

Nejbližší přiblížení k Saturnu nastalo 25. srpna 1981. Po přeletu Saturnu začala sonda s výzkumem horních vrstev atmosféry planety pomocí radaru. Radarová měření přinesla poznatky o teplotě a hustotě atmosféry. Na jejich základě se zjistilo, že v nejvyšších vrstvách je tlak okolo 7 kPa o teplotě −203 °C a v nejnižších vrstvách dochází k nárůstu tlaku až na 120 kPa při teplotě −130 °C. Severní pól vykazoval současně rozdílnou teplotu než obdobné oblasti na jihu. Severní oblasti byly o 10 °C chladnější, což se následně interpretovalo jako následek sezonních jevů. Během přiblížení sondy k planetě bylo pořízeno a odesláno k Zemi okolo 16 000 fotografií.
Poté, co Voyager 2 proletěl kolem Saturnu, došlo k neočekávané události, kdy se otáčivá destička s kamerou krátce uzamkla a nešlo s ní natáčet, což by komplikovalo průzkum dalších dvou planet. Závadu způsobenou nadměrným používáním desky při předchozím průletu vlivem dočasného vyčerpání maziva, se nakonec podařilo týmu vyřešit, což vedlo k opětovné schopnosti přesně zacílit kameru. Sonda mohla pokračovat k dalším planetám v plně provozuschopném stavu.

### Průlet kolem Uranu
Nejbližší přiblížení k Uranu nastalo 24. ledna 1986, kdy se sonda nacházela 81 500 km nad horní vrstvou Uranovy atmosféry. Během průletu kolem planety sonda objevila 10 dřív neznámých měsíců Uranu, studovala unikátní atmosféru planety, prozkoumala prstence planety a podařilo se jí určit přesnou dobu rotace planety (17 hodin a 14 minut) kolem své osy. Během průletu sonda odeslala k Zemi okolo 8 000 fotografií.
Sonda podrobně studovala rotaci třetí největší planety sluneční soustavy; na základě pozorování bylo zjištěno, že se planeta otočí kolem své osy za 17 hodin a 14 minut a že současně jako jediná planeta sluneční soustavy rotuje s osou rotace položenou do roviny oběhu (zdánlivě tedy planeta „válí sudy“). Předpokládá se, že tato rotace je důsledkem srážky mladé planety s větším tělesem v době formování planetární soustavy.[zdroj?]
Voyager 2 zjistil, že jeden z nejpozoruhodnějších důsledků Uranovy polohy na boku je její vliv na ohon magnetického pole, které je samo skloněno o 60 stupňů od jeho rotační osy. Ohon magnetického pole je zkroucený rotací planety do tvaru dlouhé vývrtky. Před příletem Voyageru 2 nebylo o existenci magnetického pole Uranu nic známo. Sonda pozorovala i radiační pásy okolo Uranu, které jsou velmi podobné těm, jež byly pozorovány u Saturnu. Podobně jako u Jupiteru a Saturnu i zde sonda využila gravitačního působení planety pro korekci své dráhy směrem k Neptunu a nabrání potřebné rychlosti.

### Průlet kolem Neptunu

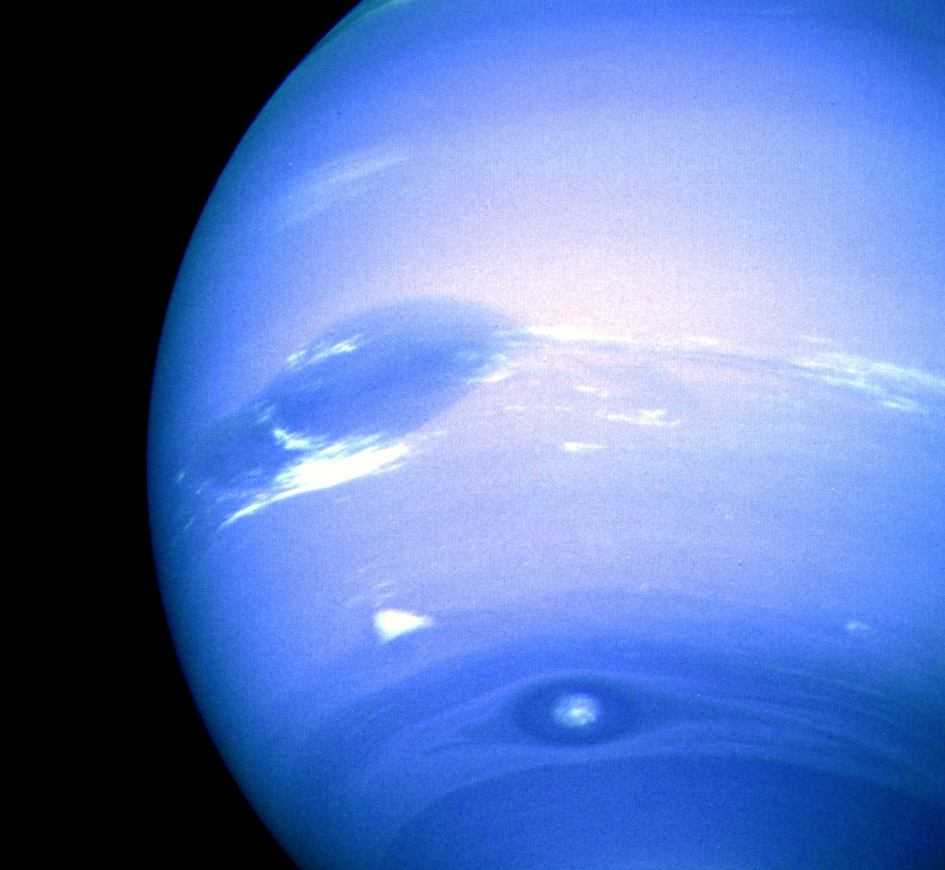
Velká tmavá skvrna a malá tmavá skvrna v atmosféře Neptunu během průletu sondy velká jako jedna Země

Nejbližší přiblížení k Neptunu nastalo 25. srpna 1989. Protože to byla poslední velká planeta, kterou mohl Voyager 2 zkoumat, bylo rozhodnuto prolétnout blíže u měsíce Triton. Během průletu kolem Neptunu sonda objevila Velkou tmavou skvrnu, která ale během pozdějších pozorování pomocí Hubblova teleskopu nebyla pozorována, což vedlo k názoru, že skvrna už zmizela a že se podobně jako u Jupiteru jednalo o atmosférickou poruchu. Původně se předpokládalo, že se jedná o obrovské mračno, a později, že se jednalo o mezeru v oblačnosti Neptunu, která umožňovala spatřit nižší vrstvy atmosféry planety. V oblasti pólu byla pozorována polární záře. Během průletu kolem planety sonda odeslala k Zemi okolo 10 000 fotografií.
V roce 2006 bylo Pluto rekvalifikováno na konferenci Mezinárodní astronomická unie z planety na trpasličí planetu a později na plutoid, čímž se průlet kolem planety Neptun roku 1989 stal návštěvou, která završila průlet kolem všech velkých planet sluneční soustavy a umožnila tak člověku navštívit sondami všechny známé planety sluneční soustavy.

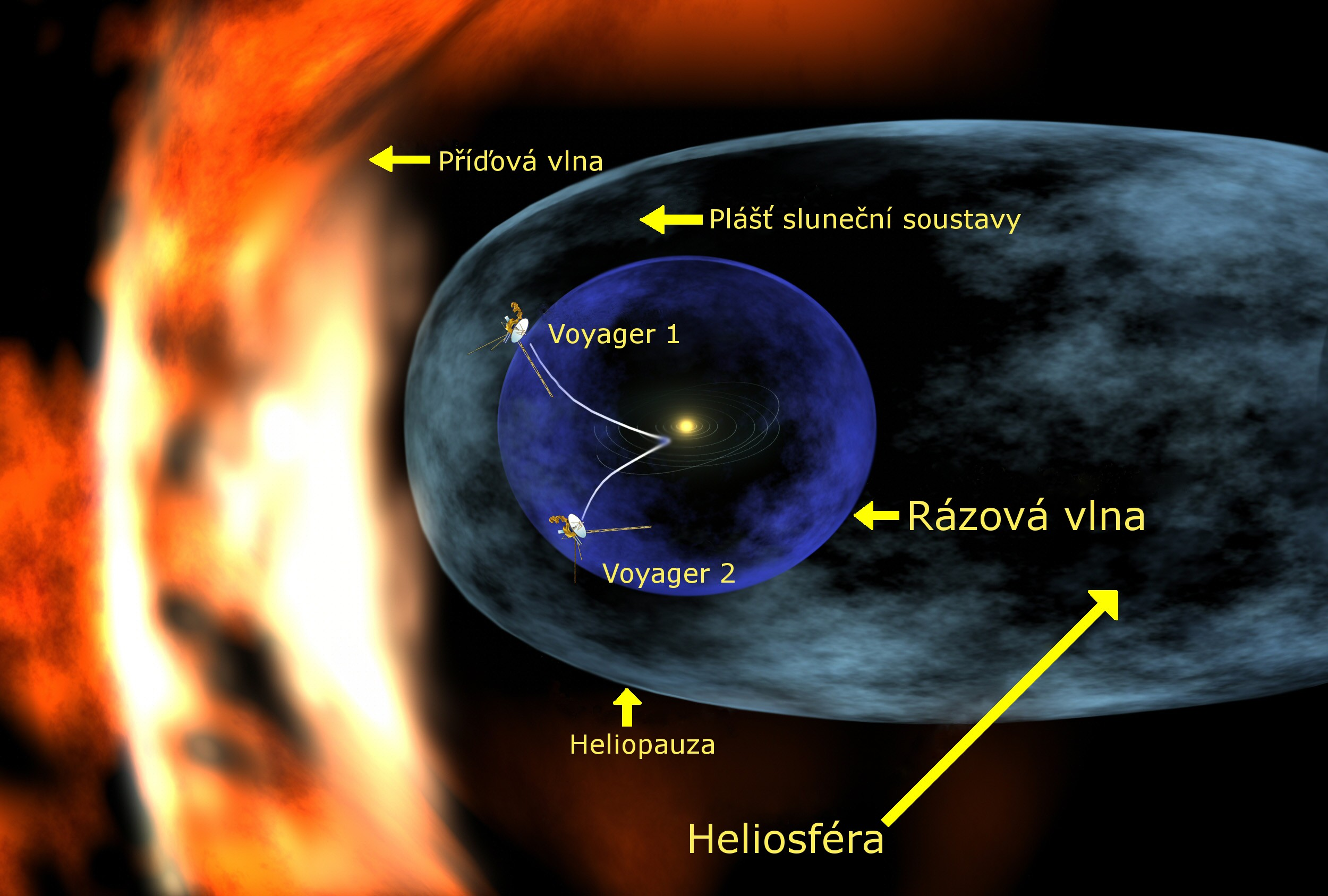
Ilustrace ukazující průlet sond okrajem sluneční soustavy

### Na cestě ze sluneční soustavy
Když sonda Voyager 2 ukončila svůj průlet kolem Neptunu, řídící středisko nechalo otočit kameru zpět ke Slunci na planety, kolem kterých sonda během svojí cesty proletěla. Následně započalo snímkování, což umožnilo vznik unikátní fotografie celé sluneční soustavy z míst, odkud nikdy žádné podobné fotografie neexistovaly. Na fotografiích byly jasně patrné obrovské rozměry sluneční soustavy a rozsah kosmického prostoru mezi nimi.
11. ledna 2005 byl Voyager 2 ve vzdálenosti 75,4 AU od Slunce a směřoval ven ze sluneční soustavy rychlostí 3,3 AU za rok (15,6 km/s). V srpnu roku 2007 se sonda nacházela už 12 světelných hodin daleko od Země, od které se vzdaluje i nadále rychlostí přibližně 1 500 000 kilometrů za den při úhlu přibližně -48 stupňů vzhledem k rovině ekliptiky. Během cesty sonda i nadále zkoumá své okolí, provádí měření magnetického pole, plazmatu, a pozorováním zdrojů ultrafialového záření. Jejím úkolem je získat vědecká data při průletu oblastí heliopauzy. Oblasti, kde slunce přestává mít vliv a energetické částice vysílané do jeho okolí jsou zde zastavovány částicemi z dalších hvězd. Sonda prošla oblastí heliopauzy okolo 30. srpna 2007 ve vzdálenosti 16 miliard km od místa, kde ji protnula sonda Voyager 1. Heliopauza se nenacházela ve stejné vzdálenosti, ale byla přibližně o 1,6 miliardy km blíž ke Slunci, než v prvním případě. Tento fakt ukazuje na to, že heliopauza je zploštělá a nemá tvar koule.
Sonda Voyager 2 má oproti svému dvojčeti stále provozuschopný plazmový detektor, který je nyní využíván pro měření rychlosti, hustoty a teploty slunečního větru. Současně Voyager 2 během průchodu do heliopauzy zaznamenal 5 průchodů, kdežto Voyager 1 pouze jediný. Tento fakt se vysvětluje tak, že heliopauza rezonuje (podobně jako mořské vlny) v závislosti na okolním působení.

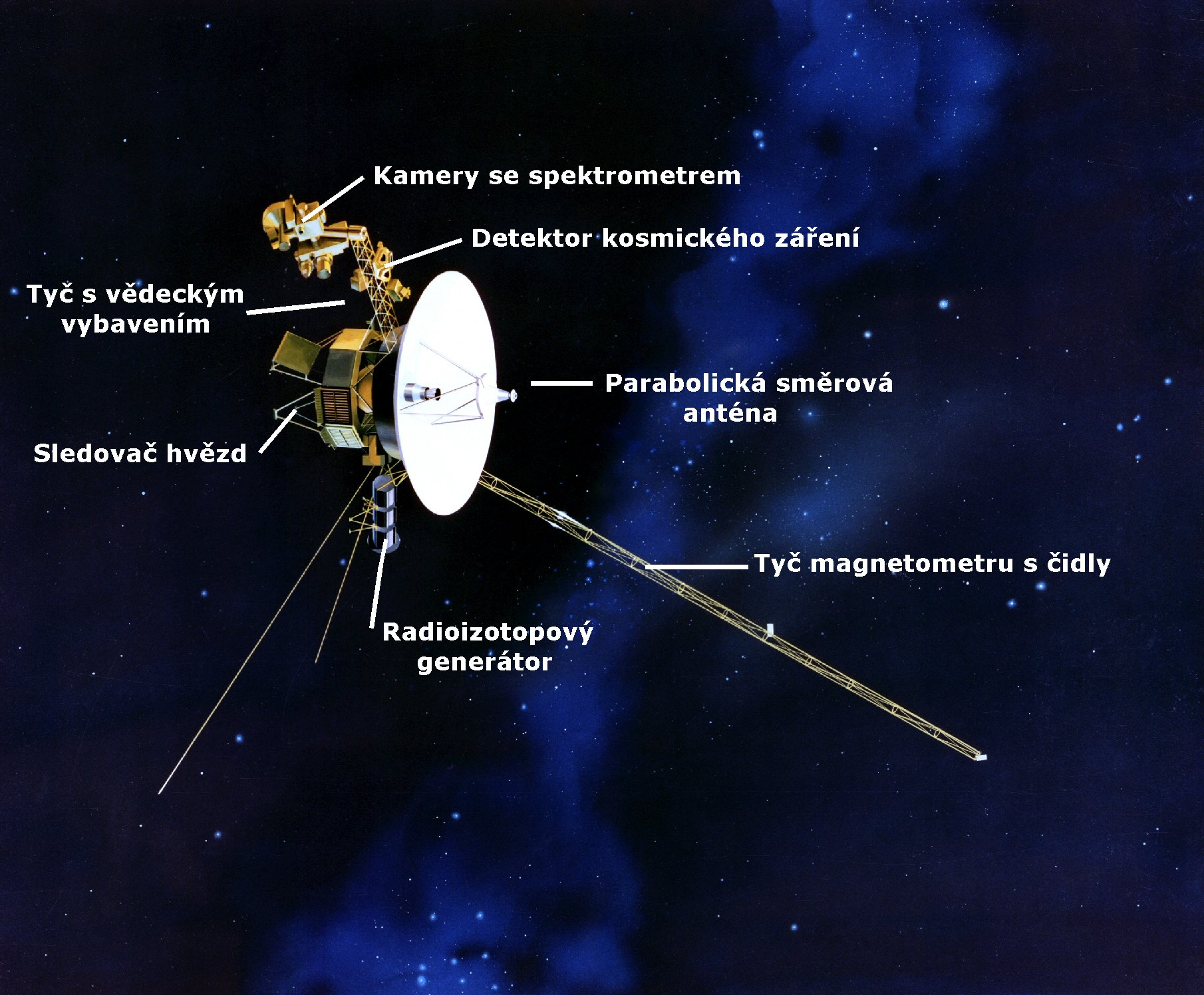
Umělecká představa sondy v hlubokém vesmíru s popisky jednotlivých částí

Dne 13. srpna 2012 Voyager 2 překonal Pioneer 6 (vypuštěný 16. prosince 1965, poslední signál zachycen 8. prosince 2000) v délce provozu a stal se tak nejdéle fungující vesmírnou sondou.
V září 2024 musel být, z důvodu nedostatku energie, vypnut přístroj pro studium plazmatu (PLS).

## Budoucnost
V roce 2015 nejspíš dojde k ukončení stabilizačních operací používaných ke kalibraci magnetometru. Předpokládá se, že Voyager 2 bude funkční a bude s ním udržováno spojení přibližně do roku 2025, kdy by měla dojít energie z jeho nukleárních zdrojů, což bude mít za následek definitivní ukončení provozu sondy. Už od roku 2020 však nebude dostatek energie pro všechny provozuschopné přístroje: v té době se očekává fungování detektoru nízkoenergetických částic, detektorů kosmického záření, magnetometru, přístroje pro studium vln v plazmatu a plazmového spektrometru. Pořadí jejich vypínání nebylo v říjnu 2013 ještě určeno.
Po vyčerpání energie sonda přestane fungovat, bude se ale nadále pohybovat po současné trajektorii a vzdalovat se od Země současnou rychlostí. Pokud se sonda nestřetne s žádným tělesem, které by ji poškodilo, zničilo či změnilo její dráhu, měla by minout hvězdu Proxima Centauri vzdálenou 4,22 světelných let přibližně za 50 000 let.

## Vědecký význam

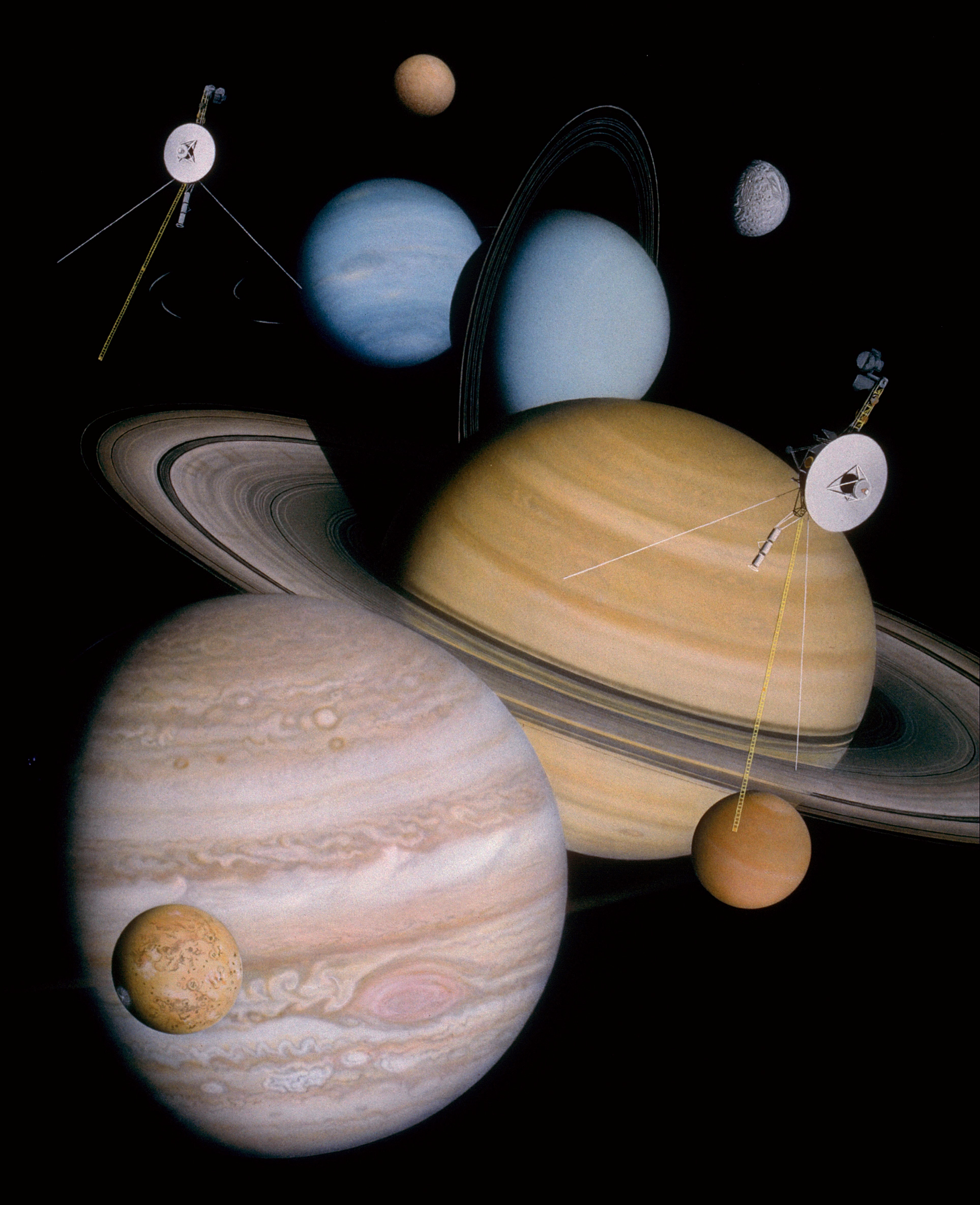
Dvojice sond s navštívenými planetami – koláž

Voyager 2 umožnil prozkoumat a poznat vnější okraje sluneční soustavy a do současnosti se stala v případě některých planet i jedinou sondou, která je kdy navštívila. Během jejího průletu kolem plynných obrů bylo získáno množství dat a fotografií, které jsou i nadále zpracovávány a vyhodnocovány a jsou základním kamenem pro poznání vnějších planet.

## Náklady
Původně se předpokládalo, že náklady na obě mise se budou pohybovat okolo 250 miliónů dolarů a že mise skončí průletem sond okolo Saturnu. Na základě dobrého stavu sondy s možností pokračovat v dalším letu a průzkumu bylo rozhodnuto o prodloužení mise a současně i o navýšení nákladů. Náklady se po průletu kolem Neptunu vyšplhaly na celkovou částku 857 miliónů dolarů (včetně nákladů na samotnou přípravu, konstrukci, vyslání a řízení obou sond). Dodatečně bylo uvolněno 30 milionů dolarů na provoz obou sond v rámci programu Voyager Interstellar Mission po dobu dvou let.

## Odraz v kultuře
Protože se sondy Voyager 1 a 2 staly tělesy, která byla vyslána i jako poslové k jiným světům, často se stávají námětem sci-fi příběhů. Například název Voyager byl použit několikrát tvůrci seriálu Star Trek v různých sériích pro televizi a následně v knižním zpracování.
- Voyager je pojmenování kosmické lodi ztracené v kosmu v delta kvadrantu. Americký televizní seriál Star Trek: Vesmírná loď Voyager byl premiérově vysílán v letech 1995–2001.
- Zlatá deska již mrtvého Voyageru byla zachycena inteligentní civilizací a k Zemi byl vyslán astronaut s mírovými úmysly. Tento příběh je i s nezbytnou love story zachycen ve filmu Starman.
- Nalezená sonda Voyager 6 z 20. století, zachycená a přestavěná cizí civilizací, a její radiové vysílání je pointou celovečerního snímku Star Trek: Film z roku 1979. Vydán byl i knižní přepis filmu s názvem Hrozba z vesmíru.[24]
- Egon és Dönci je animovaný film, kde na malou planetku spadne Voyager 3 se zlatou deskou. Pointou filmu je cestování a návštěva Země těsně před její smrtí.

Objevuje se i v animovaném seriálu Futurama. Mimo filmovou tvorbu se název Voyager 2 objevuje i v písních, ať už se jedná o píseň skupiny Virginia Coalition pojmenovaná „Voyager 2“ na albu Ok To Go, či zpěváka Boba Geldofa v písni „Thinking Voyager 2 Type Things“.